# Stemma del Canada
Lo stemma reale del Canada (in inglese Royal Coat of Arms of Canada, in francese Armoiries Royales du Canada) diventò, il 19 novembre 1921, lo stemma ufficiale della Monarchia del Canada.

## Storia
Lo stemma del Canada in origine era stato "prestato" da quello della Gran Bretagna.
Con il passare del tempo è stato modificato distinguendosi sempre di più da quello britannico. Nel primo quarto sono i tre leoni d'oro d'Inghilterra; nel secondo quarto è il leone rosso di Scozia; nel terzo quarto è l'arpa dorata d'Irlanda; e nel quarto quarto sono i tre gigli d'oro, tradizionalmente associati con la Francia, per i canadesi di origine francese. In basso sono tre foglie d'acero, che rappresentano tutto il Canada. Le foglie erano in origine verdi, e il loro colore fu cambiato a rosso nel 1957.
Il cimiero è costituito da un leone fermo e con la testa in maestà coronato con la corona imperiale, come nella Gran Bretagna, ma con l'aggiunta di una foglia d'acero rossa tenuta nella zampa. La corona reale britannica è posata sopra il cimiero, invece che sotto, come nel Regno Unito.
Il supporto di sinistra è il leone d'Inghilterra, ma non coronato; quello di destra è l'unicorno di Scozia. Il leone regge il Union Jack del Regno Unito, e l'unicorno regge una bandiera con i tre gigli d'oro della Francia.
Il motto è A Mari usque ad Mare, latino per "Da Mare a Mare"; un altro motto circondando lo scudo, Desiderantes Melioram Patriam, latino per "Desiderano una patria migliore", fu aggiunto nel 1994. Questo motto è quello dell'Ordine del Canada.
Sotto lo stemma sono i simboli floreale d'Inghilterra (la rosa), di Scozia (il cardo), d'Irlanda (il trifoglio) e di Francia (il giglio).

## Galleria d'immagini

Stemma dal 1868 al 1905
Stemma dal 1870 al 1873
Stemma dal 1873 al 1897
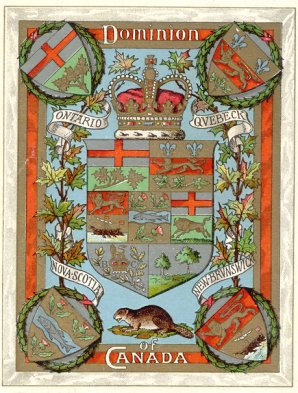
Stemma del 1905
Stemma dal 1907 al 1921
Stemma dal 1921 al 1957
Stemma dal 1957 al 1994
Stemma dal 1994
Scudo dal 1921 al 1957
Scudo dal 1957